# Asteroscopus obscura
Asteroscopus obscura là một loài bướm đêm trong họ Noctuidae.